# منزل فوغلبو
منزل فوغلبو (بالإنجليزية: Fogelbo House) هو منزل خشبي تقليدي يقع في مدينة بورتلاند بولاية أوريغون، الولايات المتحدة. يتميز المنزل بطرازه المعماري المبني من السجلات الخشبية، ويُعد مثالًا بارزًا على العمارة الريفية الأمريكية في شمال غرب البلاد.

## التسجيل التاريخي
تم إدراج المنزل رسميًا في السجل الوطني للأماكن التاريخية في يوليو 2020، تقديرًا لأهميته المعمارية والتاريخية في منطقة باسيفيك نورث ويست.

## وصلات خارجية
- السجل الوطني للأماكن التاريخية – National Park Service
- مقال صحيفة Oregon Live حول تسجيل منزل فوغلبو